# Camenaça
Camenaça (Kamenasa, Kamanasa, Canabaza, Camanassa, Camenaca, Camenasse, Camenassa, Camnace) ist ein osttimoresischer Suco im Verwaltungsamt Suai (Gemeinde Cova Lima). Der Ortsname leitet sich vom Tetum-Wort „Kamanasa“ ab, das „Brackwasser-Mangroven“ bedeutet. In Camenaça befindet sich der Verwaltungssitz des Verwaltungsamts.

## Geographie

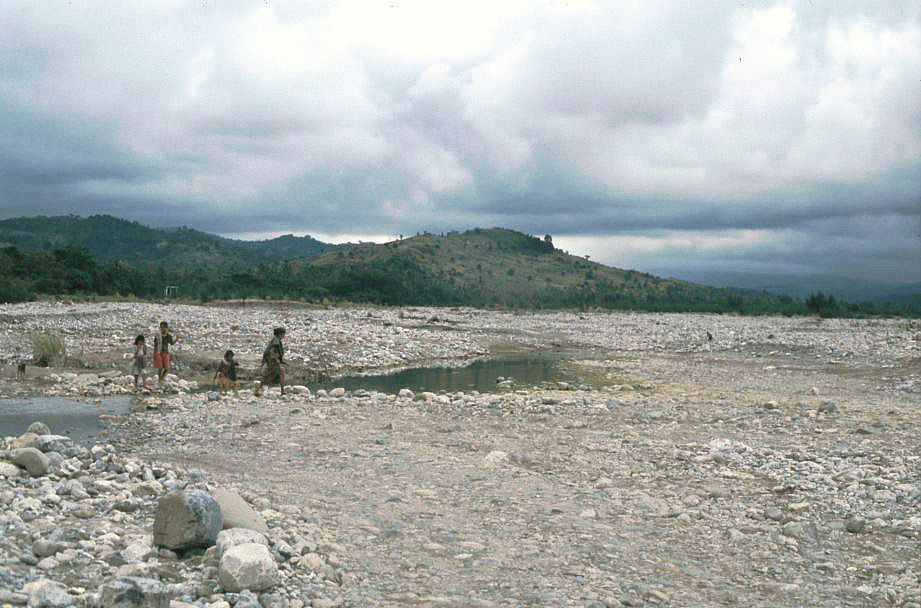
Die Brücke und ein Teil der Straße waren beim letzten Hochwasser in der Regenzeit zerstört worden. So führte die Hauptstraße jetzt durch den Fluss Camenaça (2003)

Camenaça  liegt an der Timorsee. Südlich liegt der Suco Suai Loro, südwestlich Debos, nördlich und nordwestlich Labarai. Östlich, am Nordufer des Flusses Karautun, liegt der Suco Matai (Verwaltungsamt Maucatar). Der Fluss fließt weiter in den Suco Camenaça, trifft dort auf den aus dem Suco Labarai kommenden Fluss Nabuk und bildet mit ihm dann gemeinsam den Fluss Camenaça, der kurz darauf in die Timorsee mündet. Der Raiketan bildet die Nordwestgrenze zu Labarai. Der Suco hat eine Fläche von 12,51 km² und teilt sich in die vier Aldeias Ailoc Laran, Fatuisin (Futusin), Manequin und Sanfuc.
Der Ort Camenaça liegt im Süden des Sucos, östlich von der Gemeindehauptstadt Suai auf einer Meereshöhe von 1 m.' Zur Landeshauptstadt Dili sind es 89 km nach Norden. Direkt an Camenaça grenzen die Ortschaften Manequin (Manecin, Maiikin) und Futuisin. Das Siedlungszentrum verfügt über zwei Grundschulen (darunter die Escola Primaria Camenaca) und eine Schule zur Vorbereitung auf die Sekundärstufe.
Der Ort war regelmäßig von Überflutungen betroffen, weswegen 2006 ein Hilfsprojekt begonnen wurde, um diese einzudämmen.
Quer durch den Suco führt die südliche Küstenstraße, eine der wichtigsten Verkehrswege des Landes. Nördlich des Ortes Camenaça folgt sie größtenteils der Grenze zu Labarai, führt über zwei Brücken über die Flüsse Karautun und Nabuk, durchquert die Orte Sanfuc (Sanfuk) (Suco Camenaça) und Dais (Suco Labarai) und geht weiter in den Suco Labarai nach der Brücke über den Raiketan. Neben den Grundschulen bei Camenaça, gibt es eine dritte Grundschule im Suco in Sanfuc.

## Einwohner
Im Suco Camenaça leben 4.053 Einwohner (2022), davon sind 2.020 Männer und 2.033 Frauen. Im Suco gibt es 823 Haushalte. Über 90 % der Einwohner geben Tetum Terik als ihre Muttersprache an. Minderheiten sprechen Bunak, Tetum Prasa, Habun und Kemak.

## Geschichte

Die Königin von Camenaça (1910)

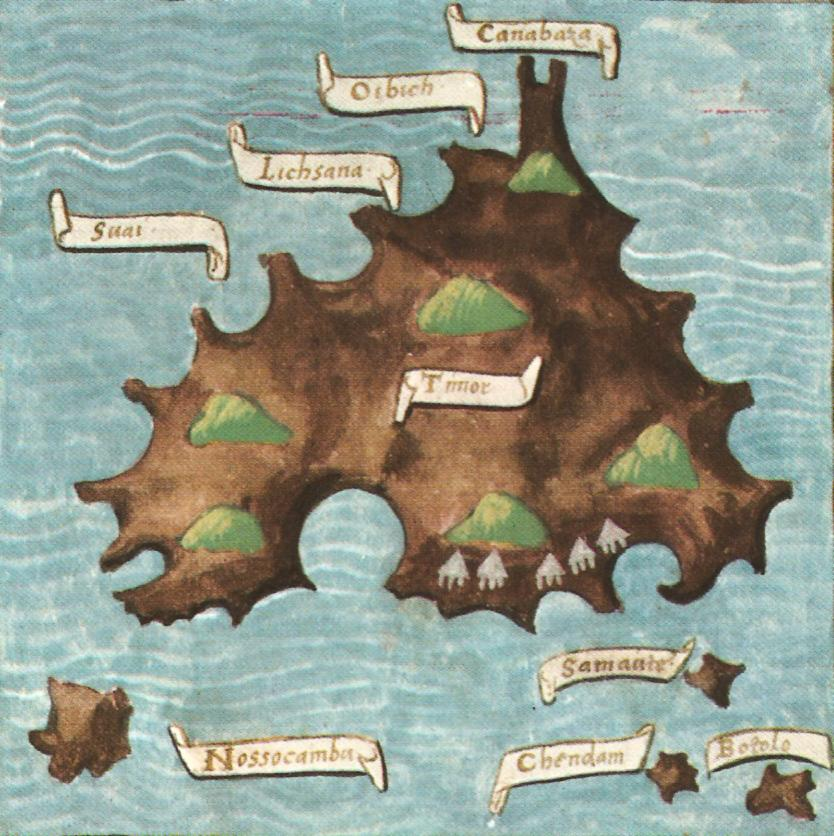
Camenaça als Canabaza auf der Karte von Pigafetta (1521)

Bereits 1522 berichtet ein Mitglied der Magellanexpedition, Antonio Pigafetta, von vier Hauptkönigen auf Timor, die Brüder waren: Oibich, Lichisana, Suai und Canabaza. Canabaza war wahrscheinlich Camenaça, das mit Suai ein Doppelreich bildete, das Wehale (von Pigafetta hier Oibich genannt) tributpflichtig war. Suai erscheint auch auf einer Liste von Afonso de Castro, einem ehemaligen Gouverneur von Portugiesisch-Timor, der im Jahre 1868 47 Reiche aufführte. Camenaça taucht hier nicht mehr auf.
1719 trafen sich in Camenaça die Liurais von etwa einem Dutzend Reichen, um einen Blutpakt zu schließen. Ziel des Bundes war die Vertreibung der Portugiesen und des Christentums insgesamt. Der Camenaça-Pakt (Camenace-Pakt) gilt als Beginn der Cailaco-Rebellion (1719 bis 1769). Unter der Führung von Camenaça wurden Kirchen zerstört und Missionare und konvertierte Timoresen ermordet. Camenaça schloss bereits am 19. September 1731 mit Portugal einen Friedensvertrag.
Im Oktober 1911 kam es zur Rebellion von Manufahi. Am 29. Dezember suchten 1200 Timoresen aus Angst vor portugiesischen Repressalien Schutz in der damals niederländischen Enklave Maucatar. Unter ihnen der Liurai von Camenaça und sein Gefolge. Die Rebellion dehnte sich schnell in der gesamten Region aus und konnte erst im April 1912 endgültig niedergeschlagen werden.
Ab 1975 wurde Osttimor von Indonesien besetzt. Es kam zum Befreiungskrieg gegen die Besatzer, die wiederum mit Repressalien gegen die Bevölkerung reagierten. Am 28. April 1998 wurden die Einwohner Camenaças von der indonesischen Armee angegriffen. 1999 entschieden sich die Osttimoresen in einem Referendum für die Unabhängigkeit, was nochmals zu einem Gewaltausbruch durch pro-indonesischen Milizen führte. Camenaça wurde Opfer der Mahidi-Miliz. Ein Einwohner wurde am 12. September 1999 ermordet.

## Politik
Bei den Wahlen von 2004/2005 wurde Rozito zum Chefe de Suco gewählt. Bei den Wahlen 2009 gewann Oktavio do Rosario und 2016 Samuel Barros.